# Jan Kozicki
Jan Kozicki (ur. 28 stycznia 1891 w Sosnowcu, zm. 17 kwietnia 1979) – polski matematyk, jeden z twórców polskich Olimpiad Matematycznych, członek honorowy Polskiego Towarzystwa Matematycznego, nauczyciel. Był wieloletnim nauczycielem matematyki w VI Ogólnokształcącym Liceum im. T. Reytana w Warszawie. Autor zbioru zadań z algebry.  Miał w 11 Olimpiadach Matematycznych 18 laureatów.

## Życiorys
W 1914 roku ukończył studia matematyczne i filozoficzne na Sorbonie, następnie był nauczycielem Gimnazjum Macierzy Szkolnej w Mińsku, nauczycielem Gimnazjum im. H. Sienkiewicza w Częstochowie, w latach 1929–1933 wizytatorem Kuratorium Okręgu Szkolnego Warszawskiego, w latach 1933–1938 wizytatorem Ministerstwa Wyznań Religijnych i Oświecenia Publicznego, 1938–1939 dyrektorem Liceum im. J. Zamoyskiego w Warszawie. W latach 1939–1944 był zaangażowany w tajne nauczanie; po powstaniu warszawskim więzień obozów koncentracyjnych Gross-Rosen i Buchenwald. W latach 1945–1948 pracował jako nauczyciel w Śląskich Zakładach Technicznych w Katowicach. Zasłużony Nauczyciel PRL (1967), odznaczony  Orderem Sztandaru Pracy, Krzyżem Komandorskim Orderu Odrodzenia Polski (1966), Złotym Krzyżem Zasługi, Medalem Komisji Edukacji Narodowej, Medalem 10-lecia Polski Ludowej.
Pochowany na Cmentarzu Wojskowym na Powązkach w Warszawie (kwatera A 27, rząd 2, grób 26).

## Wspomnienia
„Uczył mnie dopiero w klasie maturalnej, ale to dzięki niemu zostałem matematykiem. Spod jego ręki wyszło zresztą z Reytana kilku innych profesorów matematyki” (Andrzej Blikle, absolwent Liceum im. Tadeusza Reytana z 1956 roku).